# باربد جریری طبری
باربَد جَریرِ طَبَری یکی از مشهورترین موسیقی‌دانان، نوازندگان و آهنگ‌سازان ایران باستان در سدهٔ هفتم میلادی بود که در دربار خسرو پرویز می‌زیست. او را از بنیان‌گذاران نظام موسیقی کلاسیک ایرانی می‌دانند و نام او در کنار شخصیت‌هایی چون سرکش و نکیسا در تاریخ موسیقی ایران برجسته است.